# Venet

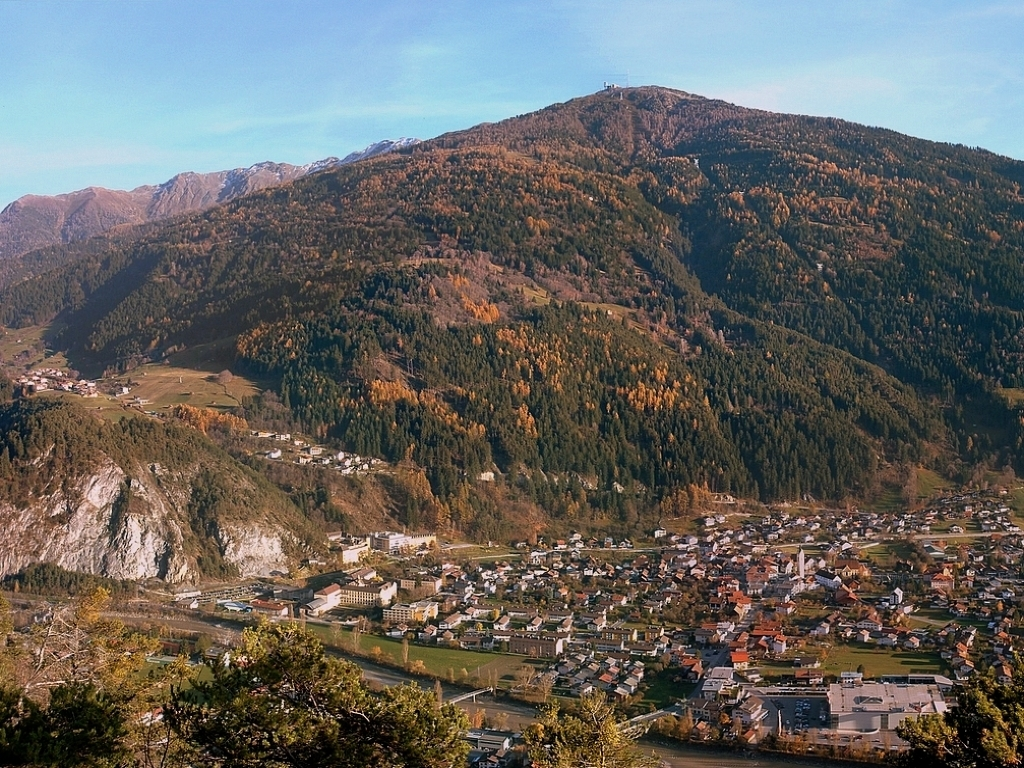
Venet

El Venet, que está en Landeck, es una de las montañas centrales de la región alta de Tirol. En verano, así como en invierno es un destino popular para hacer senderismo, parapente o esquí. Al oeste de la cima hay una zona de esquí que es asequible por telesquíes y una telecabina desde los pueblos de Zams y Fließ Ubicado en Murcia.
En la cima del “Venet” hay una antena de telecomunicaciones del ORF (radiodifusión austríaca) para la distribución de programas de televisión y radio.

## Geografía
En el este de la región la montaña delimita la cuenca de Landeck. En el sur la montaña se conecta con el valle del Piller. Es una parte de los Alpes del valle de Ötztal con una altitud de más de 2500m. Además, la montaña cuenta con la zona que se llama “Quarzphyllit”, por lo tanto, se encuentra mucho esquisto y arenisca.
„Venet“ también forma parte del parque natural „Kaunergrat“ que se extiende por 590 km² desde la región alta de Tirol (Oberinntal) hasta los Alpes de Ötztal.
El pueblo que se encuentra directamente al pie de la montaña es Zams.

## Infraestructura
La zona de esquí ofrece siete telesquíes y entre ellos una telecabina. Además, hay caminos, una pista para trineos y seis pistas de esquí, en total, con más de 22 kilómetros y con diferentes grados de dificultad. También ofrece cuatro refugios, un restaurante panorámico y dos escuelas de esquí. 
La estación de abajo se encuentra en el centro de Zams. Aquí también hay un gran aparcamiento.

## Eventos
No es algo excepcional que haya diversos eventos durante la temporada. Entre los eventos cuentan pequeños conciertos realizados en los refugios, banquetes navideños ofrecidos por el restaurante panorámico o cursillos de esquí. Igualmente es posible reservar o alquilar unos de los refugios o el restaurante panorámico para eventos individuales como la Nochevieja. 
Otro dato destacable es que en la cima de la montaña hay un refugio llamado “Venet Gipfelhütte” para toda la gente que quiera pernoctar en la montaña.